# Commentarii Conimbricenses
 (janvier 2024).
Les Commentarii Conimbricenses sont un groupe de 5 volumes de commentaires sur les principales œuvres d'Aristote, préparés par les jésuites de l'université de Coimbra entre 1592 et 1606.

## Plan et contenu
L'initiative du projet est dû au célèbre commentateur de la Métaphysique Pedro da Fonseca, qui délégua ensuite la tâche à Manuel de Góis. Les autres rédacteurs furent Cosmas de Magalhães, Balthasar Álvares et Sebastião do Couto (auteur du commentaire à la Dialectique). Ce cours comprend des commentaires de la Physique (1592), Du ciel (1592), Météorologiques (1592), Parva naturalia (1592), Éthique à Nicomaque (1593), De generatione et corruptione (1597), De Anima (1598) et enfin In universam dialecticam Aristotelis (1606). Cette dernière comprend un petit traité très original de sémiotique.

## Postérité
Après les premières éditions à Coimbra et Lisbonne, ce cours devint rapidement un véritable best-seller dans l'Europe de la première moitié du XVIIe siècle, tant dans le monde catholique que protestant (avec de nombreuses rééditions, notamment à Venise, Lyon, Cologne et Mayence). La dialectique a même été traduite en chinois par le missionnaire Francisco Furtado en 1631-32. Descartes le mentionne pour sa formation.

## Œuvres imprimées
- In octo libros Physicorum Aristotelis Stagiritae Coimbra, Antonio da Mariz, 1592. Lyon, Jean-Baptiste Buisson, 1594. Lyon, Jean-Baptiste Buisson, 1599. Köln, Lazarus Zetzner, 1599. Lyon, Horace Cardon, 1602. Lyon, Jean Pillehotte, 1602. Venezia, apud Iacobum Vincentium et Riccardum Amadinum, 1606. Köln, Lazarus Zetzner, 1609. Lyon, Horace Cardon, 1610. Venezia, apud Andream Baba, 1616. Köln, Lazarus Zetzner, 1616.
- In quatuor libros de Coelo Aristotelis Stagiritae Lisboa, 1593. Lyon, Guichard Jullieron/Ex officina Iuntarum, 1594. Köln, Lazarus Zetzner, 1596. Lyon, Guichard Jullieron/Ex officina Iuntarum, 1597. Lyon, Ex officina Iuntarum, 1598. Köln, Lazarus Zetzner, 1600. Köln, Lazarus Zetzner, 1603. Venezia, Iacobus Vincentius & Ricciardus Amadinus, 1606. Lyon, Horace Cardon, 1608. Lyon, Jean Pillehotte, 1608. Lyon, Horace Cardon, 1616.
- In libros Meteorum Aristotelis Stagiritae Lisboa, 1593. Lyon, Guichard Jullieron/Ex officina Iuntarum, 1598. Lyon, Horace Cardon, 1608.
- In libros Aristotelis, qui Parva Naturalia appellantur Lisboa, 1593. Lyon, Guichard Jullieron/Ex officina Iuntarum, 1598. Lyon, Horace Cardon, 1608.
- In libros Ethicorum Aristotelis ad Nicomachum, aliquot Conimbricensis Cursus disputationes in quibus praecipua quaedam Ethicae disciplinae capita continentur, Lisboa, 1593. Lyon, Ex officina Iuntarum, 1598. Lyon, Horace Cardon, 1608.
- In duos libros De Generatione et Corruptione Aristotelis Stagiritae Coimbra, 1597. Lyon, 1613.
- In tres libros de Anima Aristotelis Stagiritae Coimbra, 1598. Lyon, Horace Cardon, 1600. Köln, typ. Zetzner, 1600. Lyon, 1603. Köln, 1609. Köln, 1610. Lyon, 1612. Köln, 1617. Köln, 1629.
- In Universam Dialecticam Aristotelis Coimbra, 1606. Köln, 1607 [repr. Hildesheim, 1976].
- Jeronimo de Paiva, Brevissimum totius Conimbricensis logicae compendium (London, 1627), un abrégé de l'ensemble du cours de logique.
- Collegium Conimbricense, S.J., Collegii Conimbricensis Societatis Iesu Commentarii doctissimi In universam Logicam Aristotelis, nunc primum editi, [Basileae], ex Bibliopolio Frobeniano, 1604 (dite "Logica furtiva", qui correspond à une première version de la logique).

### Traductions
- Curso Conimbricense I. Pe. Manuel de Góis: Moral a Nicómaco, de Aristóteles, introdução, estabelecimento do texto e tradução de António Alberto de Andrade (Lisboa, 1957).
- The Conimbricenses, S.J., Some Questions on Signs, translated with an Introduction and Notes by John P. Doyle, Milwaukee : Marquette University Press, 2001.